# Midway Arcade Treasures
Pour les articles homonymes, voir Treasure.
Midway Arcade Treasures est une série de compilations de jeux d'arcade des années 1980 et 1990, porté par Digital Eclipse et édité par Midway Games entre 2003 et 2006.

## Midway Arcade Treasures
Midway Arcade Treasures est sorti en 2003 sur GameCube, PlayStation 2, Windows et Xbox. Il contient 24 jeux :
- 720°
- Blaster
- Bubbles
- Defender
- Gauntlet
- Joust
- Joust 2
- Klax
- Marble Madness
- Paperboy
- RoadBlasters
- Robotron: 2084
- Rampage
- Rampart
- Root Beer Tapper
- Satan's Hollow
- Smash TV
- Splat!
- Spy Hunter
- Sinistar
- Stargate
- Super Sprint
- Toobin'
- Vindicators

## Midway Arcade Treasures 2
Midway Arcade Treasures 2 est sorti en 2004 sur GameCube, PlayStation 2 et Xbox. Il contient 20 titres :
- APB: All Points Bulletin
- Arch Rivals
- Championship Sprint
- Cyberball 2072
- Gauntlet 2
- Hard Drivin'
- Kozmik Krooz'r
- Mortal Kombat II
- Mortal Kombat 3
- NARC
- Pit Fighter
- Primal Rage
- Rampage World Tour
- Spy Hunter II
- Timber
- Total Carnage
- Wacko
- Wizard of Wor
- Xenophobe
- Xybots

## Midway Arcade Treasures 3
Midway Arcade Treasures 3  est sorti en 2005 sur GameCube, PlayStation 2 et Xbox. Cet épisode a été commercialisé aux États-Unis ainsi qu'au Royaume-Uni. Il propose 8 jeux :
- Badlands
- Hydro Thunder
- Off Road Thunder: Mud, Sweat and Gears
- Race Drivin'
- Rush 2049
- Rush: The Rock
- S.T.U.N. Runner
- Super Off Road

## Midway Arcade Treasures: Extended Play
Midway Arcade Treasures: Extended Play est sorti en 2005 sur PlayStation Portable. Elle contient 21 jeux, la plupart tirés des Midway Arcade Treasures 1 et 2 et quelques nouveautés.
- 720°
- Arch Rivals
- Championship Sprint
- Cyberball 2072
- Defender
- Gauntlet
- Joust
- Klax
- Marble Madness
- Mortal Kombat
- Mortal Kombat II
- Mortal Kombat 3
- Paperboy
- Rampage
- Rampart
- Sinistar
- Spy Hunter
- Toobin'
- Wizard of Wor
- Xenophobe
- Xybots

## Midway Arcade Treasures: Deluxe Edition
Midway Arcade Treasures Deluxe Edition est sorti sur Windows le 17 février 2006 aux États-Unis et le 18 mai 2006 en Russie. Cette version compile les 28 jeux proposés dans les Midway Arcade Treasures 2 et 3.

## Gecen USA Midway Arcade Treasures
Gecen USA Midway Arcade Treasures est une compilation des Midway Arcade Treasures 1 et 2 destiné au marché japonais et édité en 2006 par Success sur PlayStation 2.